# Preprzedsiębiorczość
Preprzedsiębiorczość (ang. nascent entrepreneurship) – pojęcie z zakresu procesowego ujęcia przedsiębiorczości. Preprzedsiębiorczość stanowi pierwszy etap procesu przedsiębiorczego, który rozpoczyna się wraz z pierwszymi działaniami zmierzającymi do założenia firmy, a kończy w momencie jej powstania.
Pojęcie preprzedsiębiorczości jest zakorzenione w ewolucyjnej teorii przedsiębiorczości. Zajmuje się ona badaniem czterech następujących aspektów:
- tworzenia nowych struktur organizacyjnych (zmienność),
- sposobów, w jakie przedsiębiorcy modyfikują swoje firmy, by zapewnić im przetrwanie na rynku i dalszy rozwój (adaptacja),
- czynników, które prowadzą do przetrwania i osiągnięcia sukcesu przez firmę (selekcja),
- sposobów, w jaki inni przedsiębiorcy naśladują tych, którym się powiodło, i przyczyniają się do utrzymania status quo (retencja).

Pojęcie preprzedsiębiorczości jest najważniejszym wkładem teorii ewolucyjnej do ogólnie pojętej nauki o przedsiębiorczości. Z perspektywy ewolucyjnej preprzedsiębiorczość jest bowiem zasadniczym źródłem zmienności organizacyjnej, poczynając od zindywidualizowanych intencji towarzyszących preprzedsiębiorcom, aż po proces założycielski, który składa się z różnolicznych działań, tworzących zróżnicowane sekwencje.

## Rys historyczny
Stworzenie koncepcji preprzedsiębiorczości przypisuje się Reynoldsowi, wskazując na opublikowany w 1992 roku wraz z White’em artykuł pod tytułem „Finding the nascent entrepreneur: Network sampling and entrepreneurship gestation”. Artykuł ten ukazał się we „Frontiers of Entrepreneurship Research”. W pięć lat później w „Small Business Economics” ukazał się klasyczny już dziś artykuł „Who Starts New Firms? – Preliminary Explorations of Firms-in-Gestation”. W artykule tym omówiono wyniki badań przeprowadzonych przez Reynoldsa na próbie 40 preprzedsiębiorców. Były to, jak się później okazało, badania pilotażowe, poprzedzające pierwszą edycję badań Panel Study of Entrepreneurial Dynamics (PSED). Pogląd Reynoldsa, że warto jest badać nie tyle te osoby, które założyły własną firmę, ile te, które ją (w sposób udany lub nie) zakładają, zbiegło się w znacznej mierze z postulowaną przez Gartnera re-orientacją badań nad przedsiębiorczością. Już w końcówce lat osiemdziesiątych ubiegłego wieku na łamach „American Journal of Small Business” Gartner twierdził, że istnienie zestawu osobowych cech przedsiębiorczych jest co najmniej wątpliwe. Zamiast tego zaproponował, by skupić się na działaniach, które są podejmowane przez przedsiębiorców. Podejście to nie wyklucza w kategoryczny sposób analizowania pewnych cech przedsiębiorcy, lecz zwraca uwagę na fakt, że przedsiębiorcą można być jedynie, gdy wykonuje się działania przedsiębiorcze. Zogniskowanie badań nad przedsiębiorczością wokół działań i zachowań raczej niż cech osobowych stworzyło dobry klimat dla rozwoju koncepcji preprzedsiębiorczości. Koncepcja preprzedsiębiorczości również opiera się na podejmowanych działaniach, tyle tylko że ma uchwycić fazę wcześniejszą, gdy firma jeszcze w sensie formalnym, a często nawet dosłownym, nie istnieje.
Od czasu pojawienia się w 1992 roku pierwszego artykułu poświęconego preprzedsiębiorczości liczba publikacji na ten temat stale rośnie. W 2006 roku szacowano ją na ponad 200.

## Badania nad preprzedsiębiorczością
Światowe badania nad preprzedsiębiorczością można podzielić na dwa nurty. Pierwszy z nich obejmuje badania Panel Study of Entrepreneurial Dynamics (PSED) i ich późniejszą kontynuację (PSED II), jak również projekty badawcze wykorzystujące metodykę PSED, a przeprowadzone w innych krajach (m.in. Argentynie, Kanadzie, Grecji, Holandii, Norwegii oraz Szwecji). W pierwszej fazie badań PSED identyfikowano preprzedsiębiorców, którzy następnie byli badani w ramach kolejnych serii wywiadów telefonicznych. Pozwoliło to na zebranie informacji o przebiegu procesów założycielskich prowadzonych przez preprzedsiębiorców. Mankamentem dotychczas zrealizowanych badań typu PSED jest brak ich porównywalności ze względu na różnice metodyczne występujące między poszczególnymi badaniami.
W drugim nurcie plasują się badania realizowane w ramach tzw. Global Entrepreneurship Monitor (GEM). Projekt ten został zainicjowany w 1998 roku w ramach partnerstwa między London Business School i Babson College. W 2004 roku powstało stowarzyszenie Global Entrepreneurship Research Association (GERA), które zajmuje się dalszym prowadzeniem projektu GEM. Jak podaje strona internetowa tego projektu od momentu rozpoczęcia tych badań udział w GEM wzięło niemal 100 narodowych zespołów badawczych. Badanie GEM 2013 objęło swoim zasięgiem kraje stanowiące 75% globalnej populacji i generujące 89% światowego PKB. To czyni badania GEM największymi światowymi badaniami dotyczącymi szeroko pojętej problematyki przedsiębiorczości. Badania GEM służące zebraniu informacji na temat poziomu aktywności przedsiębiorczej są realizowane w ramach tzw. Adult Population Surveys (APS). Począwszy od roku 2000 minimalna wielkość próby badawczej APS dla każdego kraju wynosi 2000 osób. Na podstawie APS wyznaczanych jest szereg miar obrazujących aktywność przedsiębiorczą danego społeczeństwa, w tym także stopa preprzedsiębiorczości (nascent entrepreneurs prevalence) pokazująca odsetek osób dorosłych w wieku 18–64 lat, które są preprzedsiębiorcami. Termin „preprzedsiębiorca” stosuje się w GEM zarówno dla określenia osób, które pracują nad stworzeniem nowej firmy, jak i tych, których firma nie ma więcej niż trzy miesiące. W porównaniu do badań PSED atutem GEM jest stosowanie zunifikowanej metodyki badawczej, co zapewnia porównywalność uzyskanych wyników między poszczególnymi krajami. Wyniki GEM należy jednak traktować z dużą ostrożnością ze względu na fakt, że próba badawcza w kolejnych edycjach tego badania ulega całkowitej zmianie. W związku z tym trudno jest ocenić w jakim stopniu zmiana wartości danej zmiennej może wynikać ze zmiany próby badawczej.

## Preprzedsiębiorczość w Polsce
Termin „preprzedsiębiorczość” pojawił się po raz pierwszy w 2009 roku we wniosku grantowym MNiSW nr N N115 321538 zatytułowanym „Analiza postaw preprzedsiębiorczych i ich determinant wśród uczniów i studentów na terenie Trójmiasta” i był konsekwentnie używany we wszystkich polskojęzycznych publikacjach będących efektem realizacji tego projektu. W rezultacie obserwuje się rosnącą popularność zaproponowanej terminologii i stopniowe wypieranie określeń używanych przed rokiem 2010. Decydującym czynnikiem wydaje się to, że na przyjęcie tego nazewnictwa zdecydowali się także członkowie polskich zespołów badawczych GEM.
Preprzedsiębiorczość w Polsce jest ważnym obszarem badawczym; szacowana liczba preprzedsiębiorców w Polsce wynosi bowiem – w zależności od przyjętej metody – od około 800 000 nawet do 1 200 000 osób. Badania nad preprzedsiębiorczością są nieliczne. Podstawowym źródłem wiedzy pozostają polskie raporty GEM. Pierwsze badania APS w Polsce zostały przeprowadzone w latach 2001 i 2002, ale ich wyniki nie zostały opublikowane. Do chwili obecnej (rok 2015) ukazały się cztery raporty GEM, a PARP ogłosił przetarg na realizacje dwóch kolejnych edycji GEM. Przeprowadzono też badania nad preprzedsiębiorczością uczestników programów unijnych oraz polskich studentów studiujących kierunki biznesowe.